# Новоукраинский район
Новоукраи́нский райо́н (укр. Новоукраїнський район) — административная единица в Кировоградской области Украины.
Административный центр — город Новоукраи́нка.

## География
Район граничит на западе — с Голованевским, на востоке — с Кропивницким районами.

## Население
Численность населения района в укрупнённых границах — 142,7 тыс. человек.
Численность населения района в границах до 17 июля 2020 года по состоянию на 1 января 2020 года — 39 968 человек, из них городского населения — 16 538 человек (г. Новоукраинка), сельского — 23 430 человек.

## История
Образован в 1923 году на территории бывших Песчано-Бродской и Любомирской волостей Первомайского уезда, а также Ново-Украинской и Татаровской волостей Елисаветградского уезда и вошёл в состав Елисаветградского округа Одесской губернии. В 1930 году округа в Украинской ССР были упразднены и район перешёл в прямое подчинение руководству республики. В 1931 году в состав района вошла территория расформированного Ровнянского района, однако уже в 1933 году Ровнянский район был восстановлен. В 1935 году часть территории Новоукраинского района вошла в состав Песчанобродского района
В 1932 году район вошёл в состав новообразованной Одесской области. Указом Президиума Верховного Совета СССР от 10 января 1939 года Новоукраинский район включён в состав образованной этим же указом Кировоградской области в составе Украинской ССР.
12 ноября 1959 года к Новоукраинскому району был присоединён Песчанобродский район. В ходе административной реформы в Украинской ССР, в 1962 году территория района была укрупнена за счет присоединения частей Маловисковского, а также расформированных Ровнянского и Хмелевского районов (при этом доля прежней территории района была передана в состав Добровеличковского района), однако уже в 1965—1966 годах реформа была свёрнута и часть присоединённой к району территории была возвращена в прежние границы.
17 июля 2020 года в результате административно-территориальной реформы район был укрупнён, в его состав вошли территории:
- Новоукраинского района (кроме Дыминского сельского совета),
- Добровеличковского района
- Маловисковского района,
- Новомиргородского района.

## Административное устройство
Район в укрупнённых границах с 17 июля 2020 года делится на 13 территориальных общин (громад), в том числе 4 городские, 2 поселковые и 7 сельских общин (в скобках — их административные центры):
- Городские:
  - Новоукраинская городская община (город Новоукраинка),
  - Маловисковская городская община (город Малая Виска),
  - Новомиргородская городская община (город Новомиргород),
  - Помошнянская городская община (город Помошная);
- Поселковые:
  - Добровеличковская поселковая община (посёлок Добровеличковка),
  - Смолинская поселковая община (посёлок Смолино);
- Сельские:
  - Анновская сельская община (село Анновка),
  - Глодосская сельская община (село Глодосы),
  - Злынская сельская община (село Злынка),
  - Марьяновская сельская община (село Великая Виска),
  - Песчанобродская сельская община (село Песчаный Брод),
  - Ровнянская сельская община (село Ровное),
  - Тишковская сельская община (село Тишковка).

## Экономика
Экономику района составляют земледелие, животноводство, пищевая промышленность и производство строительных материалов (в районе Капустинское месторождение гранита).